# Salinātā rudzu rupjmaize
Il salinātā rudzu rupjmaize (letteralmente: pane nero di segale addolcita) è un pane di farina di segale che rappresenta uno degli alimenti di base delle famiglie della Lettonia.

## Storia
Come testimoniano i numerosi libri di cucina lettoni, il salinātā rudzu rupjmaize è uno dei simboli dell'identità culinaria lettone, e la ricetta per la sua preparazione casalinga viene tramandata da una generazione all'altra.

## Caratteristiche
Il rupjmaize è caratterizzato da un processo di produzione che utilizza farina di segala sbollentata che viene fermentata in recipienti di legno. Un'altra specificità del salinātā rudzu rupjmaize lettone è l'aggiunta di semi di carvi durante la preparazione dell'impasto.
Il prodotto finito ha forma allungata che si presenta due volte più lunga che larga, con estremità arrotondate. Ha un gradevole gusto agrodolce.

## Utilizzi
Nella regione storica della Curlandia, in particolare a Kuldīga, il rupjmaize è usato per fare un dessert: i ristoranti propongono la rupjmaizes kārojums/kārtojums (dolce con l'aspetto della torta della Foresta Nera) che è una ricetta a base di pane nero ridotto in briciole con panna e miele.

## Riconoscimento europeo
Nel gennaio 2014, a livello europeo, il Salinātā rudzu rupjmaize è stato riconosciuto specialità tradizionale garantita (STG).